# Шинкаренко, Иван Анатольевич
Иван Анатольевич Шинкаренко (укр. Іван Анатолійович Шинкаренко; род. 1 октября 1986 года, Киев) — украинский предприниматель, политик.
Народный депутат Украины IX созыва.

## Биография
Он окончил Киевский политехнический институт.
Шинкаренко является директором ООО «Душистая печь». Соучредитель ООО «Флауэр сервис».
Работал Институт возобновляемой энергетики Академии наук Украины[1].
Предприниматель. Соучредитель и директор ООО «Ароматная печь»[1].
Соучредитель, руководитель ОО «Центр экологических исследований и развития»

## Политическая деятельность
Кандидат в народные депутаты от партии «Слуга народа» на парламентских выборах 2019 года, № 121 в списке. На время выборов: инженер Института возобновляемой энергетики Академии наук Украины, беспартийный. Проживает в Одессе.
Член Комитета Верховной Рады по вопросам антикоррупционной политики, председатель подкомитета по вопросам международного партнёрства и сотрудничества по реализации антикоррупционной политики в финансовой, агропромышленной и энергетической сферах.
- Член Украинской части Парламентского комитета ассоциации.
- Член межфракционного объединения «Юг Украины»,
- Член межфракционного объединения "Украинцы в мире"
- Член межфракционного объединения БлокчейнФоЮкрейн (Blockchain4Ukrain)

## Законотворческая деятельность
Член Комитета Верховной Рады по антикоррупционной политике[5], председатель подкомитета по вопросам международного партнерства и сотрудничества по реализации антикоррупционной политики в финансовой, агропромышленной и энергетической сферах.
Является инициатором законопроекта №3944 «О внесении изменений в статью 51 Кодекса торгового мореходства Украины относительно требований к квалификации членов экипажа».[6]
Голосовал за проект постановления 0901-П «Об отмене решения Верховной Рады Украины от 16 января 2020 о принятии во втором чтении и в целом как закона Украины проекта Закона Украины «О полном общем среднем образовании»»[7], который не предусматривает существование русскоязычных школ.

## Международная деятельность
- Руководитель группы межпарламентских связей с Мексиканскими Соединенными Штатами.

- Заместитель руководителя группы по межпарламентским связям с Федеративной Республикой Бразилия.[8]

- Сопредседатель группы по межпарламентским связям с Республикой Гватемала.

- Член группы по межпарламентским связям с Кипром.[9]
- Секретарь группы по межпарламентским связям с Республикой Колумбия
- Член группы по межпарламентским связям с Королевством Норвегия
- Член группы по межпарламентским связям с Республикой Корея
- Сопредседатель межфракционного депутатского объединения «Украина - государства Латинской Америки и Карибского бассейна: сотрудничество ради будущего».